# Maratuashamalijster
De maratuashamalijster (Copsychus barbouri) is een in het wild uitgestorven zangvogel uit de familie van de vliegenvangers. De soort is genoemd naar Thomas Barbour, directeur van het Museum of Comparative Zoology te Harvard. Eerder werd deze vogel beschouwd als een ondersoort van de witkruinshamalijster (C. stricklandi).

## Kenmerken
Deze vogel is 20% groter (30 cm) dan de witkruinshamalijster en heeft geen witte staartpennen.

## Verspreiding en leefgebied
Deze vogel kwam alleen voor op het eilandje Maratua van de Derawan-eilanden, ten oosten van Oost-Kalimantan in de Celebeszee.